# Svetlice
Svetlice este o comună slovacă, aflată în districtul Medzilaborce din regiunea Prešov. Localitatea se află la altitudinea de 336 m deasupra n.m., se întinde pe o suprafață de 31,64 km2 și în 2017 număra 102 locuitori.

## Istoric
Localitatea Svetlice este atestată documentar din 1494.

## Demografie
| An:                | 1994 | 2004    | 2014    | 2024    |
| ------------------ | ---- | ------- | ------- | ------- |
| Număr de persoane: | 225  | 152     | 109     | 80      |
| Diferență:         |      | −32,44% | −28,28% | −26,60% |

| An:                | 2023 | 2024   |
| ------------------ | ---- | ------ |
| Număr de persoane: | 79   | 80     |
| Diferență:         |      | +1,26% |